# Кавказький край

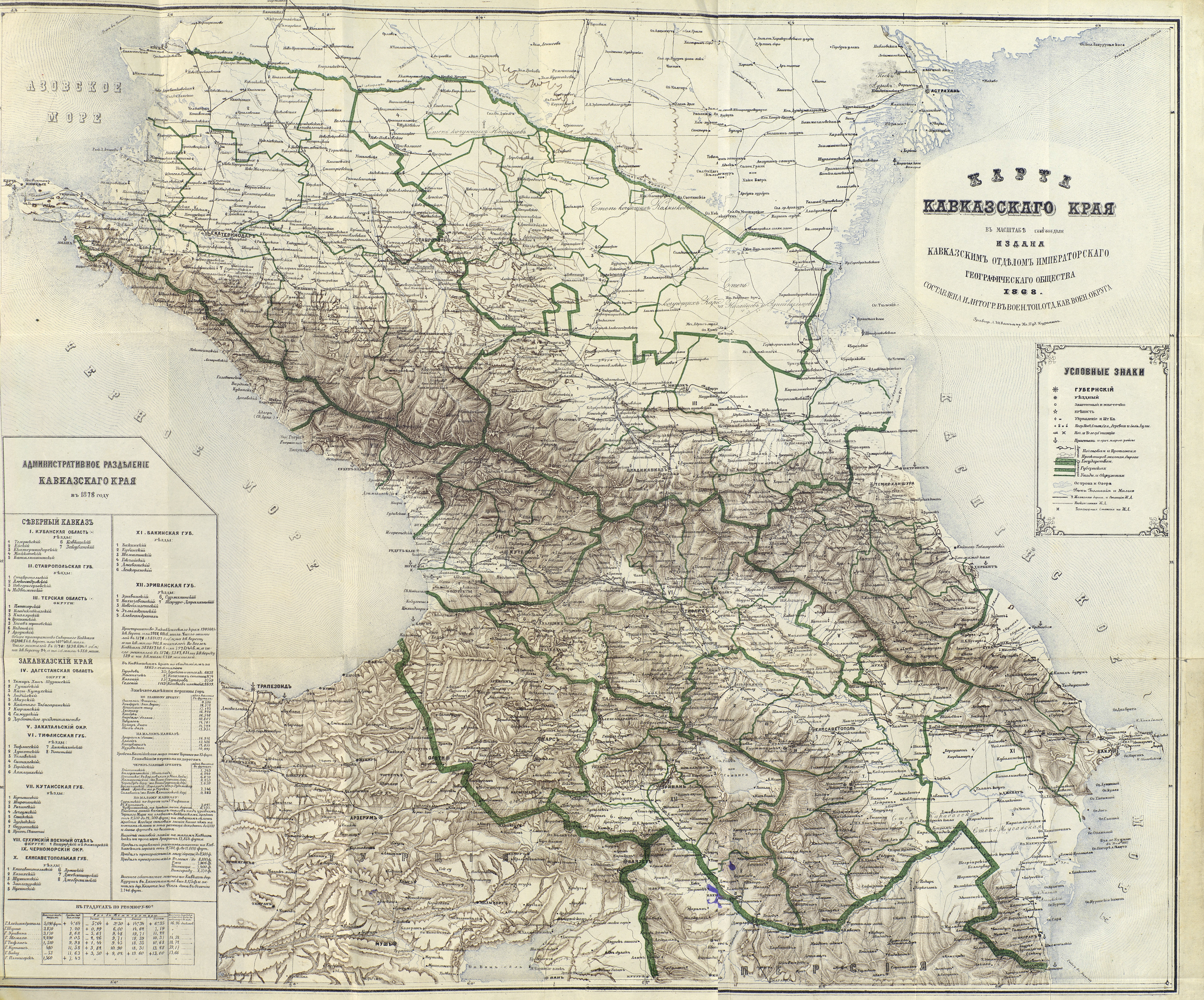
Карта Кавказького краю, видана Кавказьким відділу Імператорського географічного товариства в 1868 році

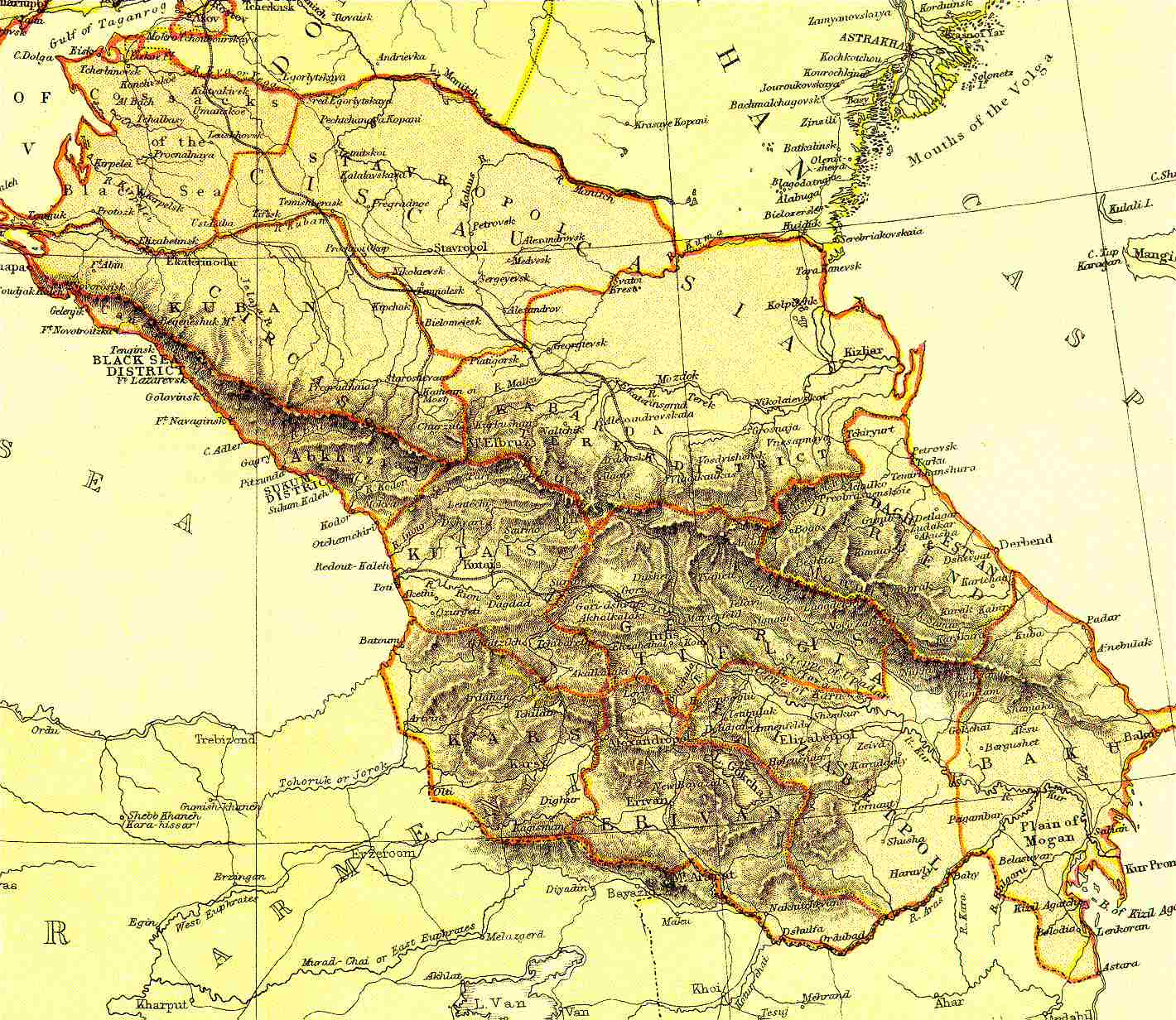
Карта Кавказького краю

Кавказький край — офіційне найменування великої країни на Кавказі, яка перебувала під суверенітетом Російської імперії як її край.
З 1844 по 1882 на чолі Кавказького краю стояв намісник, у 1882—1905 рр. — володар громадянською частиною на Кавказі (одночасно обіймав посади командувача військами Кавказького військового округу і військового наказного отамана всіх Кавказьких (Кубанського і Терського) козачих військ) і в 1905—1917 рр. — знову намісник. Центром краю вважався Тифліс.

## Географія
Кавказький край розташовувався (під 46½—38½° пн. шир. і 37°20'-50°20' сх.. довг. від Гринвіча) між Чорним (з Азовським) і Каспійським морями (Кавказький або Понто-Каспійський, перешийок) межує на півдні з Туреччиною і Персією а на півночі — з Європейською Росією (Астраханською губернією та Областю Війська Донського).

### Північна межа
Північна межа краю починаючись біля впадіння річки ЄЇ в Єйський лиман Таганрозької затоки Азовського моря, проходила цій річці, притоку її Кугу-Її, середнього Єгорлику, оз. Маничу, річках західних та Східний Мантичам і річці Гейдуку, що впадає в затоку Каспійського моря, відомою під назвою Кумського прорану, або култуку.

### Південна межа
Південна межа Кавказького краю збігалася з державною кордоном Росії з Туреччиною і Персією. Вона починалася на заході, на березі Чорного моря, біля мису Коп-миш. Прямуючи далі   кордон з Туреччиною проходить через вершину Великого Арарату і спускається в сідловину (Сардар-булак) між ним і Малим Араратом. Загальна протяжність кордону Кавказького краю з Туреччиною — 521 1/2 в.

## Адміністративний поділ
До складу краю входили наступні губернії, області і округи:
- Ставропольська губернія
- Терська область
- Кубанська область
- Чорноморський округ
- Кутаїська губернія
- Тифлиськая губернія
- Сухумський округ
- Эриванская губернія
- Бакинська губернія
- Елисаветпольская губернія
- Дагестанська область
- Карсская область
- Закатальський округ